# Lower Burrell
Lower Burrell ist eine Stadt im Westmoreland County des US-Bundesstaates Pennsylvania. Sie ist Teil der Metropolregion Pittsburgh. Das U.S. Census Bureau hat bei der Volkszählung 2020 eine Einwohnerzahl von 11.758 ermittelt.

## Geschichte
Die Region, in der sich Lower Burrell befindet, war ursprünglich Teil der Jagdreservate der Irokesen. Die dauerhafte europäische Besiedlung begann in den 1760er Jahren, und 1773 wurde Westmoreland County geschaffen. Im Jahr 1852 wurde Burrell Township aufgrund des Bevölkerungswachstums in der Gegend aus Allegheny Township ausgegliedert. Im Jahr 1879 wurde Burrell Township in zwei separate Townships aufgeteilt, Lower Burrell und Upper Burrell. Die heutigen Städte New Kensington und Arnold waren einst Teil von Lower Burrell Township. In den folgenden Jahren wandelte sich Lower Burrell von einer ruhigen, ländlichen Farmgemeinde zu einem Wohn- und Gewerbegebiet, während Upper Burrell hauptsächlich ländlich blieb. Upper Burrell Township ist immer noch eher ländlich geprägt, obwohl es in den letzten Jahren aufgrund der vielen Beschäftigungsmöglichkeiten in der Nähe ein gewisses suburbanes Wachstum erfahren hat. Im Jahr 1959, inmitten des Wachstums ihrer Gemeinde, stimmten die Bewohner der Township dafür, Lower Burrell zu einer Stadt dritter Klasse zu machen. Wie viele Gemeinden in Westpennsylvania litt Lower Burrell in den letzten Jahrzehnten unter wirtschaftlicher und bevölkerungsmäßiger Stagnation durch den Zusammenbruch der lokalen Schwerindustrie. 

## Demografie
Nach einer Schätzung von 2019 leben in Lower Burrell 12.292 Menschen. Die Bevölkerung teilt sich im selben Jahr auf in 98,4 % Weiße, 0,1 % Afroamerikaner, 0,5 % Asiaten und 1,0 % mit zwei oder mehr Ethnizitäten. Hispanics oder Latinos aller Ethnien machten 1,9 % der Bevölkerung aus. Das mittlere Haushaltseinkommen lag bei 64.696 US-Dollar und die Armutsquote bei 6,2 %.